# Teopanapan
Teopanapan är en ort i Mexiko.   Den ligger i kommunen Puente Nacional och delstaten Veracruz, i den sydöstra delen av landet, 260 km öster om huvudstaden Mexico City. Teopanapan ligger 327 meter över havet och antalet invånare är 414.
Terrängen runt Teopanapan är huvudsakligen kuperad, men åt sydväst är den platt. Runt Teopanapan är det ganska glesbefolkat, med 45 invånare per kvadratkilometer. Närmaste större samhälle är Rinconada, 16,4 km nordost om Teopanapan. I omgivningarna runt Teopanapan växer huvudsakligen savannskog.